# قازان‌گل‌داغ
قازان‌گل‌داغ (به لاتین: Qazangöldağ) یا گازانِلِر (به ارمنی: Գազանալեռ) کوهی در جمهوری خودمختار نخجوان، یکی از برون‌بوم‌های کشور جمهوری آذربایجان است. این کوه ۳۸۲۹ متر ارتفاع دارد و بخشی از کوهستان زانگزور است.